# Гетеролабільність
Гетеролабі́льність — форма сексуальної орієнтації чи ситуаційної сексуальної поведінки, яка характеризується мінімальною гомосексуальною активністю у раніше гетеросексуально орієнтованої особи, що слід розрізняти від бісексуальності. Вона характеризується як «переважно натуральна». Хоча інколи ототожнюється з бісексуальною допитливістю для позначення широкого гетеросексуально–гомосексуального континууму між гетеросексуальністю та бісексуальністю,, інші автори розглядають гетеролабільність як нестачу «бажання експериментувати з … сексуальністю». Відповідна ситуація, при якій гомосексуальна активність переважає, була описана як гомолабільність.
Національні дослідження в США та Канаді показують, що від 3 до 4 відсотків юнаків чоловічої статі, яким запропоновано вибрати термін, який би краще за всіх описував їхні сексуальні почуття, бажання та поведінку, обирають «здебільшого» чи «переважно» гетеросексуальність. З показником «100% гетеросексуальний», який вважається найбільш очікуваним, «здебільшого гетеросексуальний» зайняв перше місце у самоідентифікації. Серед 160 чоловіків, серед яких було проведено опитування в дослідженні 2008—2009 років, привабливість, фантазії щодо тієї ж статі відмічені у близько однієї восьмої частини респондентів. У більшості ці відчуття наявні зі старшої школи; у деяких вони розвинулись набагато раніше. У національному опитуванні молодих чоловіків, середній вік яких складає 22 роки, пропорція «переважно гетеросексуальних» збільшилась у порівнянні з таким же контрольним дослідженням через 6 років.
Починаючи з 2010 року, більшість досліджень гетеролабільності зосередили увагу на молодих чоловіків та жінок, особливо білих жінок в навчальному закладі. Дослідження, що показують вплив пренатального андрогенного чинника на жіночу сексуальну ідентичність, ставить гетеролабільність у континуум з бісексуальністю та лесбійством. Інші дослідження зосереджені на соціальних джерелах поведінки, таких як зміна на бісексуальність під впливом медіа або «соціалізація фантазії чоловіків», в якій людина запрошується у відносини з лесбійками як третій партнер.
На відміну від бісексуальності та подібних понять, гетеролабільність, як правило, вважається позитивною ознакою, і вона часто є самостійною стигмою, хоча було підтверджено використання терміна як показника «шкідливої поп-культури».